# Flagge Togos
Die Flagge Togos ging aus einem Flaggenwettbewerb hervor. Die Sieger, Paul Ahyi (1930–2010) und ein weiterer Landsmann, wählten bewusst die panafrikanischen Farben. Die Flagge wurde offiziell am 27. April 1960 gehisst.

## Beschreibung

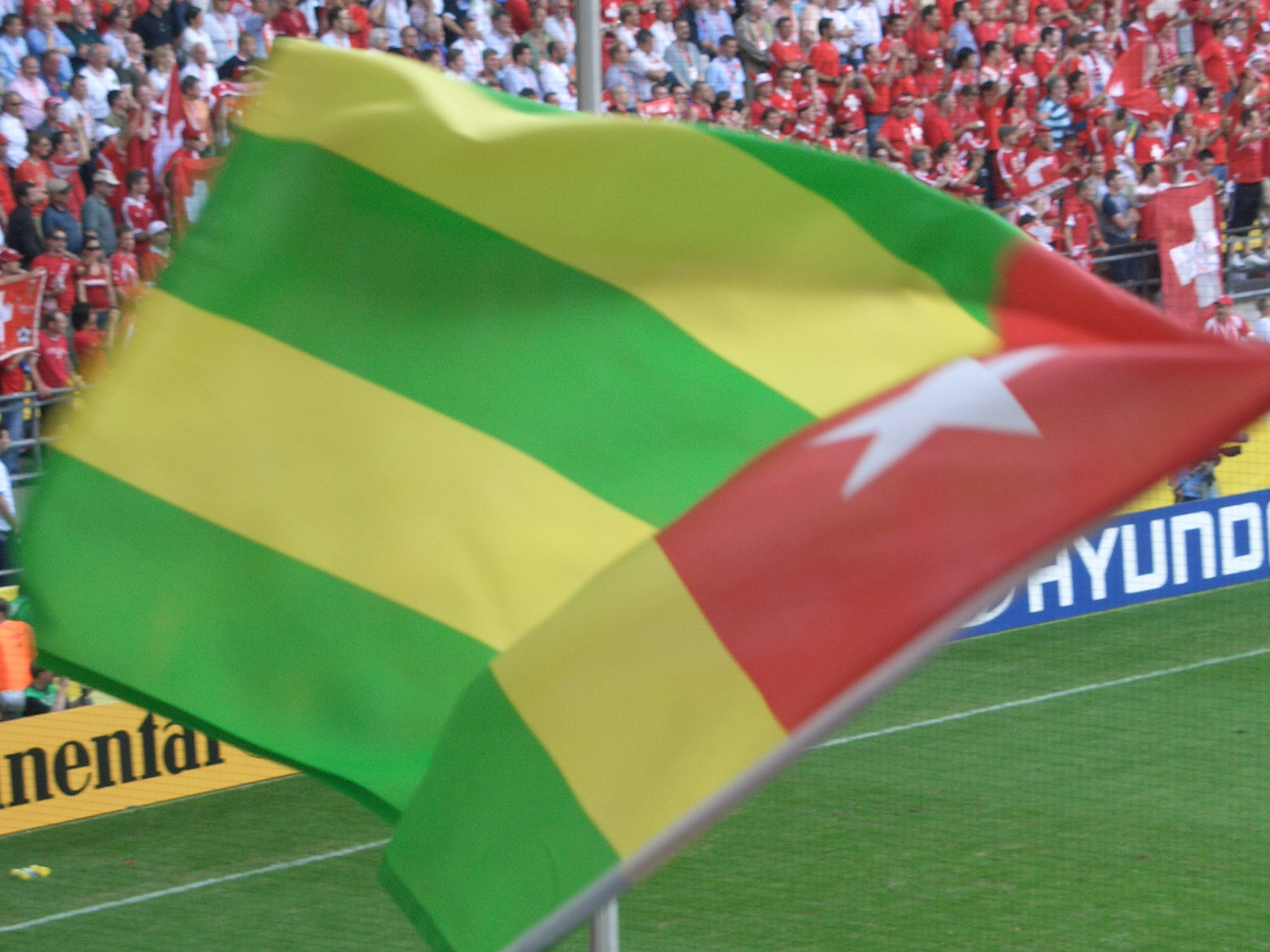
Nationalflagge Togos bei der Fußballweltmeisterschaft 2006 in Deutschland

Grün steht für die Hoffnung und die Landwirtschaft des Landes, Gelb symbolisiert den Bergbau und den Glauben an die Arbeit als materiellen, moralischen und geistigen Fortschritt der Nation und Rot gilt als Farbe der Nächstenliebe, der Treue und der Liebe. Der weiße Stern symbolisiert die Reinheit und soll alle Bürger daran erinnern, dass sie sich der Unabhängigkeit ihrer Nation als würdig erwiesen.
Die fünf Streifen stehen, vergleichbar mit fünf Fingern an einer Hand, für gemeinsame Tatkraft der Bevölkerung Togos zur Überwindung der gegenwärtigen Hindernisse. Die wechselnden Farben stellen zudem die Vielfältigkeit des togolesischen  Volkes dar, die in Einheit zusammenleben.
Sie ist die einzige Nationalflagge, die bei ihrem Seitenverhältnis den Goldenen Schnitt verwendet.

## Farben
| System                      | Rot     | Weiß        | Gelb      | Grün      |
| --------------------------- | ------- | ----------- | --------- | --------- |
| RGB                         | 238-0-0 | 255-255-255 | 255-215-0 | 46-139-87 |
| Hexadezimale Farbdefinition | #EE0000 | #FFFFFF     | #FFD700   | #2E8B57   |

## Geschichte
Während der deutschen Kolonialzeit war geplant für alle Kolonien eine eigene Flagge einzuführen. Die Idee wurde aber nicht umgesetzt. Zwischen 1956 und 1960 war Togo eine autonome Republik unter französischer Oberhoheit. Dies wurde mit der französischen Trikolore in der Gösch symbolisiert. Die beiden Sterne in weiß oder gelb standen für Französisch-Togo und Britisch-Togoland. 1958 wurde die Trikolore aus der Flagge entfernt.

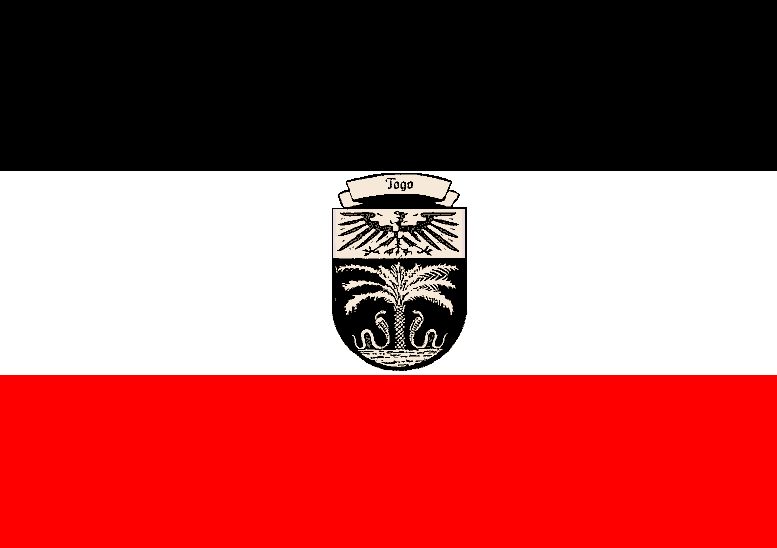
Entwurf für Togoland, 1914
Autonome Republik Togo, 1957 bis 1958
Autonome Republik Togo, 1958 bis 1960